# Pseudostomella andamanica
Pseudostomella andamanica är en djurart som tillhör fylumet bukhårsdjur, och som beskrevs av Chandrasekara Rao 1993. Pseudostomella andamanica ingår i släktet Pseudostomella och familjen Thaumastodermatidae.
Artens utbredningsområde är Indiska oceanen. Inga underarter finns listade i Catalogue of Life.